# 러시아 제국 지배 하의 조지아

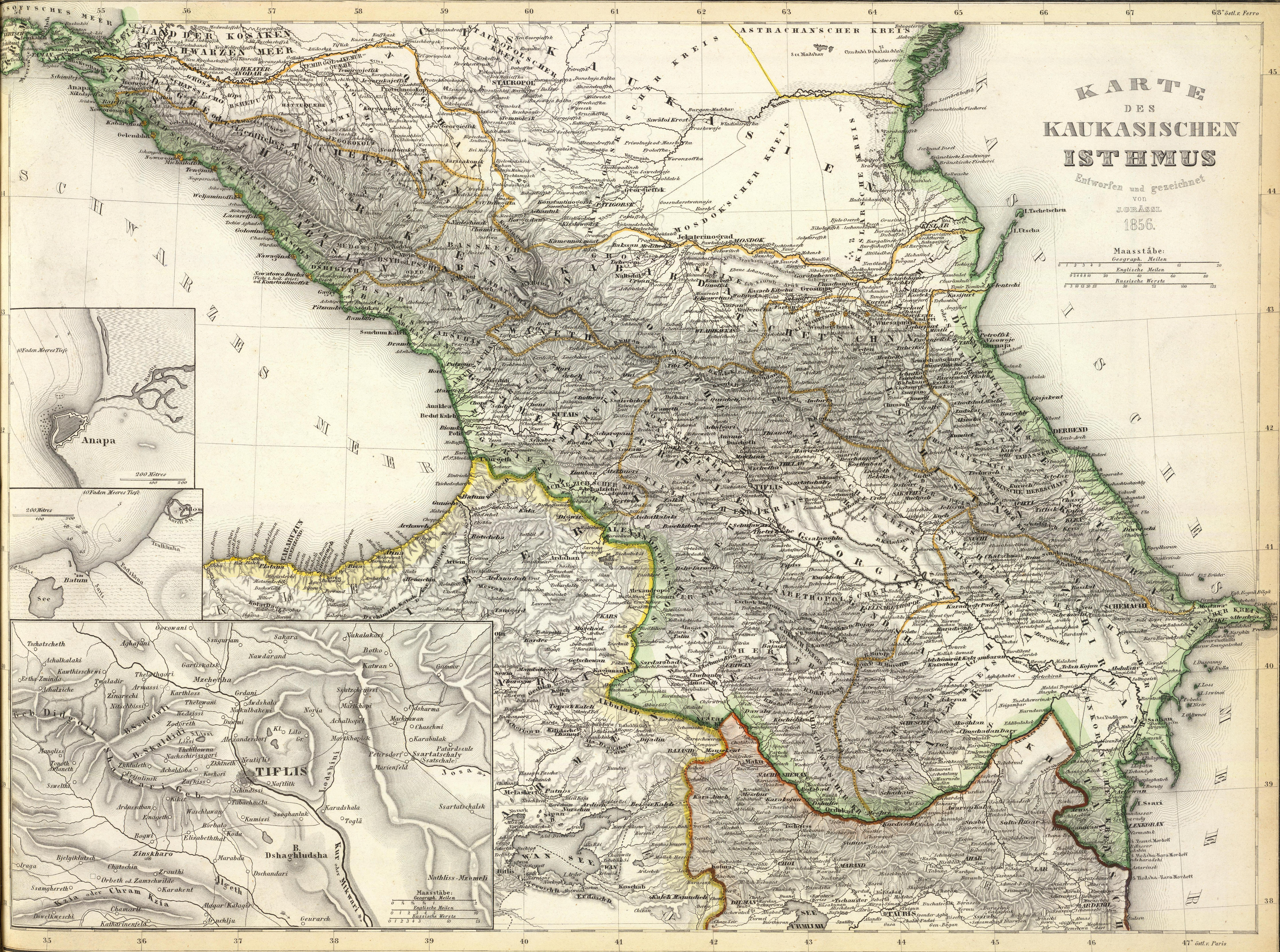
독일에서 제작한 캅카스 지협의 지도, 1851년 J. Grassl.

1801년에서 1918년 사이에 조지아는 러시아 제국의 일부였다. 수 세기동안, 남부 캅카스에서의 무슬림 오스만과 페르시아 제국 사이의 전쟁으로 조지아의 전역은 여러개의 주로 분열되었다. 18세기 경에 세 번째 제국의 권력인 러시아가 그 지역에 출현하게 되었다. 러시아가 조지아와 같은 기독교 국가가 된 다음부터는, 조지아는 점점 더 러시아의 도움을 갈구했다. 1783년에는 선두의 조지아 왕국이 러시아의 보호국이 되었지만, 1801년에 그 나라는 러시아에게 현(구베르니야, 또는 조지아 통치 기관)의 지위를 받아 완전하게 합병되었다. 이후의 117년 동안 조지아는 러시아 제국의 일부가 되어야 했다. 러지아의 통치는 조지아에게 평화를 제공했으며 공격으로부터 보호해주었으나, 조지아는 그러한 점을 자주 지나치게 이용하였으며 지역 감정에 무신경했다. 19세기 후반에 러시아의 권위에 대한 불만이 고조되는 국민 운동을 일으키게 했다. 러시아 제국 시대는 유럽의 지적인 경향만큼 조지아에게 비길데 없는 사회적이고 경제적인 변화를 가져다 줬다. 새로운 사회적 계층이 나타났다. 농노의 해방은 많은 소작농들을 자유롭게 했지만 그들의 가난은 약간만 완화되었다. 자본주의의 성장은 조지아에 도시 노동자 계층을 만들어냈다. 소작농과 노동자들은 모두 반란과 파업을 통해서 그들의 불만을 표현했고, 1905년에 그들의 불만 표출은 절정에 달했다. 그들의 동기는 러시아의 통치의 마지막 시기에 조지아에서 가장 유력한 정치 권력자가 된 사회주의자 멘셰비키에 의해서 옹호되었다. 조지아는 제1차 세계대전 때 러시아 제국의 붕괴와 미미한 독립주의자와 사회주의자의 노력의 결과로 마침내 그들의 독립을 이뤘다.

## 배경

### 1801년 전의 러시아-조지아의 관계
16세기에는, 조지아 전역에서 오스만 투르크와 사파비드 페르시아와의 두 커다란 무슬림 제국들이 싸우게 되어, 조지아의 기독교 왕국은 일련의 작은 주들로 분열되고 있었다. 그러나 제2반세기 동안에는 세 번째 제국의 군사력이 북부에 출현하였고, 즉 모스크바 대공국이 조지아의 정교회를 함께 믿었다. 1558년과 1589년에 시작된 조지아 카헤티 왕국과 모스크바가 외교적으로 접촉하였고, 차르 표도르 2세가 왕국을 그의 보호아래 두라고 권했다. 아직은 약간의 도움도 가까이 다가오지 않았고 오스만과 페르시아의 통제에 성공적으로 도전하기에는 러시아는 여전히 남부 캅카스 지역과 멀리 떨어져 있었다. 18세기 초반에야 진심으로 남부 캅카스에 군대가 진입하게 했다. 1722년에, 표트르 대제는 페르시아 제국의 대혼란을 이용하여 남캅카스의 원정을 영웅적으로 이끌었고, 카르틀리의 조지아 통치자 바흐탕 6세와 동맹을 체결했다. 그러나 그 두 군대들은 연합에 실패하였고, 러시아는 조지아에게 페르시아의 미련을 남겨두고, 다시 북방으로 후퇴했다. 바흐탕은 그의 고국인 러시아로 망명하여 그의 여생을 마쳤다.
바흐탕의 후계자, 에레클레 2세는, 1762년부터 1798년까지 카르틀리-카헤티의 왕이었고, 1768년에 러시아가 오스만과의 전쟁을 공표했을 때, 오스만 제국에 대항하여 공동 작전 행동을 하자는 러시아의 제안에 동의하였다. 러시아의 예카테리나 대제는 투르크에 대항하여 그녀의 전쟁에 [조지아와의 동맹을 간절히 열망했지만, 조지아에게 빈약한 세력만 보냈다. 1769~1722년에는, 토틀레벤 장군의 몇명 안되는 러시아 병력들이 현재의 이메리티와 카르틀리-카헤티에 있었지만, 남캅카스에서 오스만 전력과 소규모의 조지아 군대와의 대치에 연루되는 것을 자제했다. 1774년에 러시아와 오스만 제국은 평화협정에 서명하였다. 러시아는 약간의 득을 봤고, 조지아의 이메레티와 카르틀리-카헤티 왕국은 그 전쟁이 끝나고 주변국(페르시아와 오스만)들에 노출된채 남겨졌다. 그 주변국들은 캅카스에 조지아가 러시아의 동맹을 맺는 것을 흐트려 놓았다. 1783년 에리클레는 러시아와의 게로그기예프스키 조약에 서명하였고, 따라서 카르틀리-카헤티는 러시아의 보호를 받게 되었다. 그러나 1797년 러시아-튀르크 전쟁이 발발했을 때, 러시아는 병력을 다른 곳에 쓰려고, 조지아에서 그들의 병력을 철회했고, 에리클레 왕국은 무방비 상태가 되었다. 1795년에, 페르시아의 샤흐, 아그하 모함메드 칸은 러시아와 카르틀리-카헤티의 동맹에 대하여 격분했고, 에리클레에게 동맹을 규탄하고 그의 왕국을 페르시아의 영향권으로 되어가져오라고 요구했다. 에리클레는 러시아와의 그의 조약에 대해 신념이 남아 있었고, 아크하 모함메드 칸의 최후 통첩을 거절했다. 아크하 모함메드 칸은 조지아를 침략했다. 페르시아의 군사력은 소규모의 조지아 군대보다 거의 열배가 넘었다. 조지아는 페르시아 군대에게 심각한 손상을 입혔지만, 그들의 수도 트빌리시가 빼앗겨 불타는 것을 멈출 수 있는 입장은 못되었다.

### 러시아와 합병
게오로기옙스키 조약을 명시한 명예는 훼손되었는데도 불구하고, 조지아의 통지자는 국민들이 어디로든 돌아간야 한다고 느꼈다. 이레클레가 죽은 후, 카르틀리-카헤티의 옥좌의 계승을 두고 내전이 터졌고 경쟁 후보들은 러시아의 간섭으로 지명되었고, 그 문제는 해결되었다. 1801년 1월 8일, 챠르 러시아의 파울 1세는 러시아 제국과 조지아(카르틀리-카헤티)를 결합하자는 법령에 서명하였다. 그 법령은 1801년 9월 12일에 챠르 알렉산드르 1세의해 확실시 되었다. 상트페테르부르크의 조지아의 외교관, 가르세반 찹찹드제는, 러시아의 차관 알렉산드르 쿠라킨이 참여한 항의 통보에 반응하였다. 1801년 5월에 러시아의 장군 카를 헤인리츠 크노르린그는 조지아의 권력으로부터 다윗 바토니슈빌리의 왕위 계승권을 없애 버렸고 이반 데트로비치 라사렙을 수뇌로한 일시적인 통치 기관을 배치했다.
조지아의 귀족들 중 일부는 크놀린그 장군이 귀족들을 트빌리시 시오니 성당에 잡아두고 그들에게 러시아 제국 왕권에 충성맹세를 하라고 강요하던 때인 1802년까지 그 법령을 인정하지 않았다. 크놀린그를 반대하는 사람들은 일시적으로 체포되었다. 1805년 여름에 러시아 대군은 아스케라니 강과 자감가까이에서 페르시아의 군대를 패배시켰고, 트빌리시는 그들의 공격으로부터 안전해졌다. 1810년에 이메레티 왕국(동조지아)은 솔로몬 2세 왕의 저항의 진압 이후에 러시아 제국에 합병되었다. 1803년부터 1878년까지, 터키와 이란에 대항한 무수한 러시아의 전쟁의 결과로, 이전의 몇몇 조지아 영토들은 러시아 제궁에 합병되었다. 이 지역중 몇 지역들(바투미, 아르트빈, 아칼트시케)는 (후일에 터키가 조지아 공화국을 1918~1921년에 합병하려고 시도했는데도 불구하고) 아직도 현재 조지아의 주의 영토의 부분들이다. 조지아는 그 시기중에 첫 번째로 재통일 되었지만, 그들의 독립을 상실했다.

## 러시아 통치의 초기 시대

### 제국으로의 통합
러시아가 통치하던 처음 10년 동안, 조지아는 군사적 지사의 위치 아래에 자리하고 있었다. 그 영토는 터키와 페르시아에 대항하는 러시아의 전쟁에서 선두 전선에 있었고 그 지역 러시아 군대의 총사령관은 총독이기도 했으며, 러시아는 근접한 아르메니아와 아제르바이잔 영토의 커다란 지역들을 차지한 경쟁국들의 지출로 인해 납캅카스에서 점진적으로 그 제국의 영토를 확장했다. 같은 시기에 러시아의 권력자들은 그들의 제국의 나머지 지역으로 조지아와의 통합을 목표로 했다. 러시아와 조지아 사회는 많은 공통점을 갖고 있었다. 주된 종교가 정교회이며, 양국 모두 농노들의 인구를 토지를 소유한 귀족이 계급이 지배하고 있었다. 그러나 처음의 러시아 통치는 고압적이며, 독단적이고 현지 법과 관습에 무신경함이 드러났다. 1811년에는 조지아 정교회의 자치 독립 교회(예를 들면, 독립적인 지위)는 무효화되었고, 독립 자치 교회의 총주교 안톤 2세는 러시아로 추방되었고 조지아는 러시아 정교회의 총주교 대리 관구가 되었다.
러시아 정부는 많은 조지아 귀족들을 소흘히 관리하기도 했고, 많은 젋은 귀족 계층의 집단이 러시아의 지배를 뒤집어엎을 궁리를 하도록 유도했다. 그들은 러시아 제국의 어떤 다른 곳에서의 사건에 영감을 받았다. 1825년 상트페테르부르크에서의 데카브리스트의 난과 1830년에 러시아에 저항한 폴란드의 봉기가 일어났다. 그러한 사건들이 조지아 귀족들의 귀감이 됐다. 조지아 귀족들의 계획은 간단했다. 그들은 그 지역에 러시아의 모든 귀족을 초대하고 무도회를 연후에 그들을 살해하려 했다. 그러나 그 음모는 1832년 12월 10일에 러시아 당국에 발각되어 가담자들은 체포되었고 러시아 제국 내의 어떤 딴곳으로 추방되었다. 1841년에는 소작농들과 귀족들의 반란이 있었다. 그 사건들은 1845년에 미하일 세묘노비치 보론쵸프를 캅카스의 총독으로 직위를 바꿔놓았다. 보론초프 백작의 새로운 정책들은 점점 더 유럽인처럼 되는 조지아의 귀족 계층을 설득했다.

### 조지아의 사회
19세기 초반에 러시아의 통치가 시작됐을 때, 조지아는 아직도 전제주의 사회였다. 권세층에서는 다양한 조지아 왕가의 왕족들이 있어왔지만, 그들은 러시아에 의해 퇴위되었고 러시아 제국의 다른 어떤 곳으로 내부 추방되었다. 그 계층 바로 밑의 귀족 계층은 전체 인구의 5% 정도로 구성되었는데, 그들은 조심스럽게 그들의 권력과 특권을 지켰다. 오스만과 페르시아의 지배 기간 동안에 농업은 심각하게 침체되어 대다수의 조지아의 농노들은 끔찍하게도 가난하게 살았고, 기아의 빈번한 위협을 받았다. 기근은 그들에게 모반을 빈번하게 촉발시켰다. 제일 큰 반란은 1812년에 카헤티에서 일어났다. 그들중 소수는 마을에서 살았는데, 중세 시대에 조지아에서 이주해 간 사람들이 조상인 아르메니아인이 운영하는 소규모의 상점과 공장이 있었다. 그 시기에 아르메니아인들은 신생 직물 제조가 진행되고 있었고, 18세기의 제2반기 동안에 조지아의 다른 공장들은, 에레클레 2세가 유럽으로부터 모방하려 했던 그의 현대 경제의 진보적인 정책들에 의해, 발전되었다. 그러나, 그 과정은 1795년 트빌리시의 수도 도시에 이란인의 침입과 파괴로 인해 중단되었다. 19세기, 조지아가 러시아에 합병된 이후에, 조지아에 자본주의가 다시 진보했고, 아르메니아인들은 자본주의가 제시하는 새로운 기회를 잡기위해 다시 처음으로 돌아가야 했고, 중산층은 번영하게 되었다. 조지아에서 아르메니아의 경제적 우세는 국가의 긴장 상태를 분류하는데 민족적 요소가 있음을 암시했을지도 모른다.

### 농노의 해방
농노제도는 조지아에서는 그다지 문제가 되지 않았으나 러시아 제국의 거의 대부분에 걸쳐서는 문제가 되었다. 19세기 중반에 러시아가 개혁되고 현대화되었으므로 농노 해방 공표는 도저히 무시할 수 없게 되었다. 1861년, 알렉산드르 2세의 러시아에서 정식으로 농노 제도를 폐지했다. 차르는 조지아의 농노 해방을 바라기도 했지만, 농노의 노동력에 의존한 권력과 소득을 누린 귀족들의 충성심을 얻어 그 근간에는 손실이 없었다. 그러한 실태는 섬세한 협상을 필요로했고 해결 방안을 찾는 공론에서 토지 소유자들을 자유주의 귀족 디미트리 키피아니에게 위임할 것을 수락하였다. 1865년 10월 13일에, 챠르는 조지아에서 첫 번째로 농노 해방을 선언했다. 전통적인 조지아의 토지의 노예제도들 전부 속속들이 해방하는 절차는 1870년대까지 계속되었다. 자유가 된 소작농들은 그들의 군주의 허가를 청하지 않고도, 그들이 마음에 드는 곳으로 이주할 수 있었고, 그들이 선택한 상대와 결혼할 수 있었으며, 정치 활동에도 첨여할 수 있었다. 귀족들은 모든 그들의 토지의 이름을 보존하지만 두 부분으로 나뉘었다. 귀족들은 (최소한 그 토지의 절반은 되는) 한 지역은 명백하게 소유할 수 있었지만, 다른 땅들은 수세기 동안 그 곳에서 거주 해왔고 일해왔던 소작농들에게 임대되었다. 그 해 전체에 걸쳐, 그들은 지주에게 낼수 있는 충분한 토지 사용료를 벌었고, 그 토지는 그들 소유의 사유 재산이 되기도 했다. 막상 닥쳐 보니, 개혁은 귀족들이나 과거의 농노들에게나 만족스럽지 못했다. 그들이 그 당시 자유 소작농이 되었을 지라도, 과거의 농노들은 여전히 토지 임대료 납부에 대한 막중한 재정적 부담을 안고 있었고 그들이 그들 자신을 위한 땅을 살수 있게 되기 전까지 10년간 그 부담을 갖고 있었다. 다시 말해서, 그들은 여전히, 불법적이지만 경제적으로, 귀족들에게 의지하고 있었다. 귀족들은 노예 해방을 극도로 내키지 않는 상태에서 받아들였을 뿐이었고, 그들은 제국의 나머지 부분의 많은 토지들의 수유주들보다 더 호의적이었음에도 불구하고, 여전히 약간의 권력과 수입만 잃었을 뿐이었다. 이듬해에는, 소작농과 귀족들의 불만은 조지아의 새로운 정치 활동들로 표출되고 있었다.

### 이주
니콜라스 2세의 통치 기간 동안에, 러시아의 권력자들은, 두 가지 목적으로, 몰로칸파와 두코보르파와 같은, 다양한 종교적으로 소수인 사람들에게 러시아 중심 지역들에서 남캅카스로의 이주를 장려했다. 러시아에서 정교회 반대파들의 사상은 "부정한" 것으로 여겨질 수 있기 때문이 정교회 러시아인들에게서 성가신 반대자들을 떼어놓기 위한 목적이 있었고, 남캅카스에 러시아의 존재를 강화하기 위한 목적도 있었다.

## 문화와 정치적 활동
러시아 제국으로의 편입은 조지아가 중동에서 떨어지도록 순응하는 변화를 가져왔으며 유럽으로 전환하여 지식 계급인 인텔리겐치아의 구성원들이 서유럽의 새로운 관념들에 대하여 이해하기 시작했다.

### 낭만주의

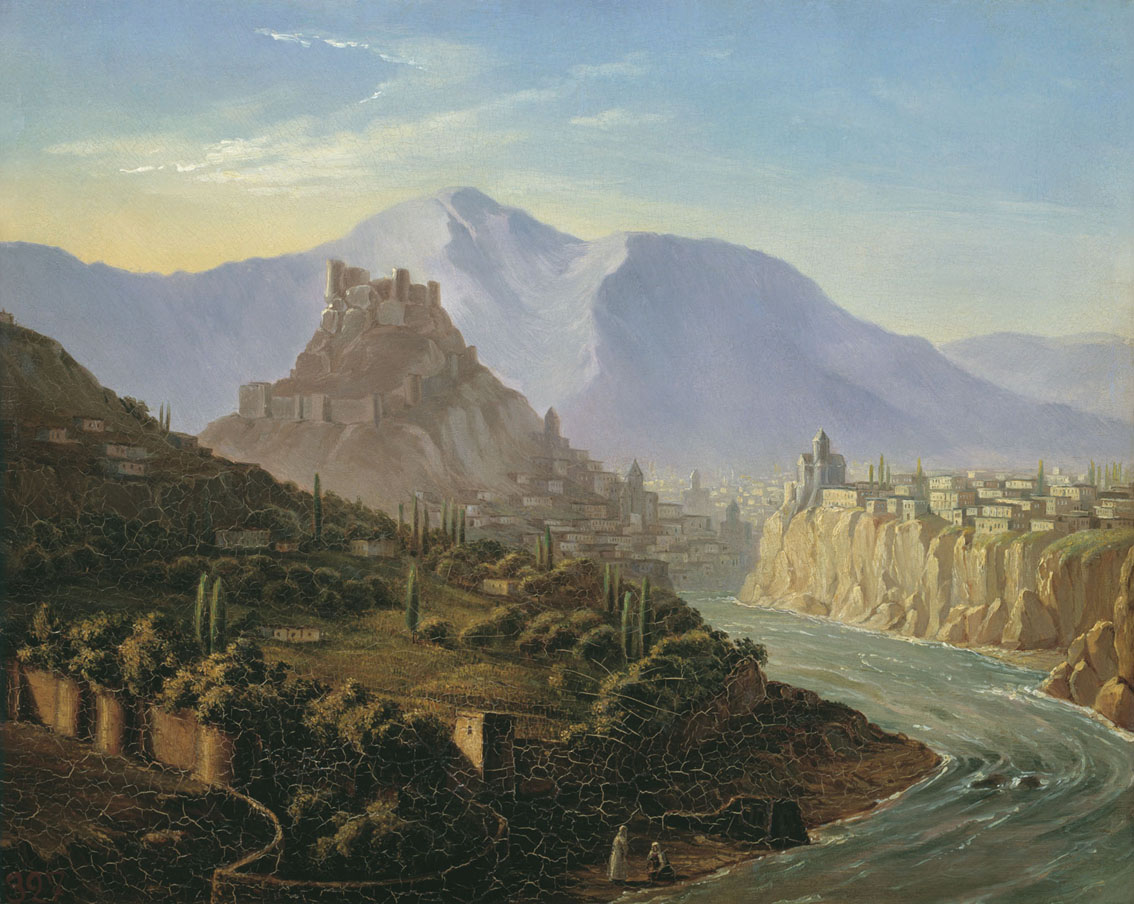
미하일 레몬쵸프가 그린 트빌리시 풍경화

로맨티시즘, 즉 낭만주의가 조지아 문학에 영향을 주기 시작했다. 알렉산드레 찹차다브제, 그리골 오르벨리아니와, 누구보다도, 니콜로즈 바라타스빌리와 같은 유명명한 시인들에게 경의를 표하며 문학의 부흥을 만끽했다. 그들은 그들의 작업에 영감을 받는데 사용한 잃어버린 철기 시대를 찾아가며 조지아의 과거를 탐구하기 시작했다.바라타슈빌리의 가장 잘 알려진 시중에 하나인 베디 카르틀리사("조지아의 숙명")은 "새장에 속의 나이팅게일의 목소리가 아무리 아름다워 봤자, 그 새에게 무슨 명예로운 기쁨이 있을까?"라는 구절을 통해, 러시아와의 결합에 대하여 그의 깊은 상반되는 감정을 표현한다.
조지아는 러시아의 문학에 너무 많이 주제가 되었다. 1829년에, 러시아의 거장 시인 알렉산드르 푸시킨은 조지아를 방문했고 다양한 그의 서정시에서 그의 경험이 반영되었다. 그가 젊을때, 미하일 레르몬토브가 1840년에 캅카스로 추방되었다. 그 지역은 레몬쵸프의 유명한 소설 우리 시대의 영웅에서 이국적인 모험의 땅으로 나타나고 그는 조지아의 야생을 찬양하기도 했다. 장문의 시 므트시리의 산이 많은 전경은, 종교적인 규율의 엄격함으로부터 자연의 자유를 찾아 도피한 수련 수사에 대한 시이다.

### 민족주의
19세기 중반에, 낭만주의의 애국심은 조지아에서 더 공공연히 정치적 국가의 활동의 방법을 알려줬다. 그 활동은 (조지아와 러시아의 국경을 테레크강으로 정한 다음에) 테레그다레울니스로 별칭지어진 상트페테르부르크 대학교에서 공부하는 조지아인 학생들의 젋은 층과 함께 시작되었다. 단연코 가장 눈에 띄는 사람은 1905년 전에 가장 영향력있는 조지아의 민족주의자 를리아 캅바바드제 작가였다. 그는 러시아의 연설자들에게 호의적이고 문화적인 소재, 특히 언어적인 개혁과 민속 연구들로 그의 주의를 돌리는 방식과 더불어 조지아의 위상을 개선하기를 갈구했다. 찹자바드제는 더욱더 보수적이 되었다. 그러함은 그가 조지아의 전통을 보존하고 농업 문화가 남아있는 조지아를 지키기 위함으로 보인다. 조지아 민족주의자의 이른바 제2세대(메오레 다시)라고 일컬어지는 사람들은 찹차바즈제 보다는 덜 보수적이었다. 그들은 조지아의 성장 도시들에 더 촛접을 맞췄고, 아르메이아와 러시아의 경제적인 우세성과 경쟁 할 수 있는 도시의 조지아를 지키려고 노력하였다. 그 운동을 이끈 사람은 서유럽의 자유주의 사상에 이끌린 니코 니콜라드제였다. 니콜라드제는 아르메니아와 아제르바이잔까지 포함하는 캅카스 연방에 속하는 조지아의 미래를 상상했다.

### 사회주의
1870년대에, 그러한 국가주의와 민족주의 경향과 나란히, 제3의, 더 극단적인 정치적 세력이 조지아에 출현했다. 그 구성원들은 사회분제에 초점을 맞췄고 러시아의 나머지 지역에서 활동하며 그들끼리 동맹을 맺는 경향이 있었다. 인민주의자들이 약간의 실제적인 영향을 받았는데도 불구하고, 첫 번째 동요는 러시아의 포퓰리즘이 그 지역에 확산시키려는 시도로 보였다. 사회주의, 그중에서도 사회민주주의는 장기적으로 훨씬 더 영향력이 컸다.
산업화는 19세기에 조지아에, 특히 트빌리시, 바투미와 쿠타이시의 마을에, 도달했다. 공장들이 지어짐과 함께, 철도가 건설되고 새로운 도시 노동자 계층이 생겨났다. 1890년데에, 그들은 그들 스스로를 사회 민주주의자라고 부르는 조지아의 지식 계층인 "제3세대"(메사메 다시)의 중심이 되었으며, 그들은 러시아 제국의 어떤 딴 곳에서 마르크스주의를 배웠던 노에 조르다니아와 필립프 마크하라드제를 포함했다. 그들은 1905년부터 계속 조지아의 정치에서 주도 세력이 되었다. 그들은 전제 군주 독재가 사회민주주의에 의해 타도되고 교체될 수 있다고 믿었고, 마침내 사회주의당이 만들어졌다.

## 러시아의 통치 후반

### 긴장 고조

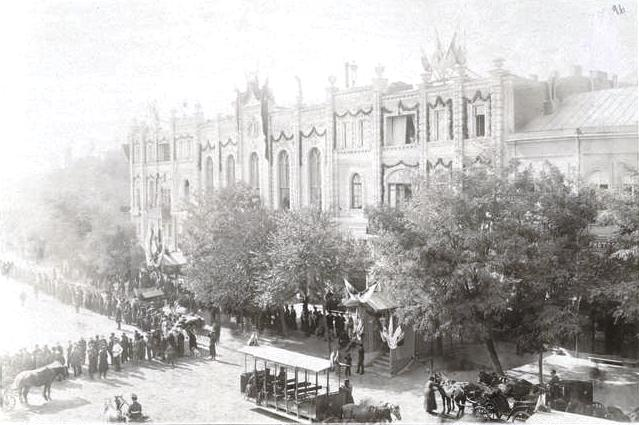
트빌리시의 상유층 회의에서 차르의 출입

1881년에는, 개심한 차르 알렉산드르 2세가 상트페테르부르크에서 러시아의 인민당원에 의해 암살되었다. 그의 후계자 알렉산드르 3세는 훨씬 더 심한 독재자였고 그의 제국에 위협이 될만한 국가의 어떠한 독립 표현에도 난색을 표했다. 더 중앙 집권적인 체제를 알리리는 노력으로, 그는 여느 다른 러시아의 연방국의 지위만큼 조지아의 위상을 떨어뜨리기 위하여, 캅카스의 부왕 제도를 폐지 하였다. 조지아의 언어 연구를 못하게 막았으며, 최상의 이름 "조지아"의 신문 게재가 금지되었다. 1886년에, 조지아인 학생이 불만을 품고 트빌리시 신학대학교의 총장을 죽였다. 나이들은 드미트리 키피아니는 신학대학교 학생들에 대처하기 위하여 조지아 교회의 수뇌를 비난했는데, 그는 스타브로폴로 추방되었고, 그 곳에서 비밀리에 암살당했다. 많은 조지아인들이 그의 죽음은 전제군주제의 집행관의 소행이라고 믿고 있었고, 그의 장례식에 엄청난 반-러시아 시위대를 배치했다.
같은 시기에, 조지아인들과 아르메니아인들 사이에서의 민족간 긴장은 커져갔다. 농노 해방 이래로, 많은 조지아 귀족들이 위축되어갔다. 새로운 경제 환경에 완전히 적응하지 못해, 그들의 많은 소유지들이 방치되어, 러시아 연방에 속하게 되었으며, 러시아는 도시들에 난봉꾼들의 거처를 제공하거나 삶을 살게 해주었다. 가장 득을 본 사람들은 그들의 땅을 살 수 있는 대로 다 사들인 번영하고 있는 아르메니아인들이었다. 도시들 중, 특히 트빌리시를 통틀어서, 그들이 19세기와 같이 더 이상 대다수의 인구가 형성되지 않았고 아르메니아인은 가장 많은 시민권을 보유하였고, 많은 회사를 소유하였다. 조지아인은 그들이 수도로 여기는 도시에서 대표되지 않음을 느꼈다.

### 1905년 혁명
1890년대와 1900년대 초반에 조지아 전역에서 빈번한 충돌이 발생했다. 소작농들에게는 아직도 너무 많은 불만이 있었고 사회민주주의는 소작농들과 도시노동자들 모두의 동기를 넘어 그들을 점령하기에 매우 성공적이었다. 그러한 상황에서, 조지아의 사회민주주의는 아직도 그들 자신을 모든 러시아 정치 행동의 일부로 봤다. 그러나, 모든 러시아의 사회민주주의 당의 제2차 회담이 1903년에 벨기에에서 개최되었다. 당은 멘셰비키와 볼셰비키의 화해할두 없는 두 파로 쪼개어졌다. 1905년에, 조지아에서 사회민주당 활동은 멘셰비키와 그들의 지도자 노에 조르다니아를 선호하여 압도적으로 결정했다. 볼셰비키 당파를 선택한 몇몇 조지아인들중에 한명은 젊은 로셉 주가슈빌리였는데, 스탈린으로 더 잘알려져 있다.
1905년 1월에, 러시아의 군대가 상트페테르부르크에서 군중 시위 참가자들에게 포격을 가했고 최소한 96명이 죽었을 때, 속국들의 반란은 정점에 달했다. 그 소식은 조지아 전역에 걸쳐 1905년 혁명으로 알려진 항의의 물결과 충돌을 선동했다. 그 불안은 조지아에 급속도로 퍼졌다. 그 당시 멘셰비키는 구리아 지역에서 커다란 소작농 반란을 조직하고 있었다. 멘셰비키는 극심한 봉기와 충돌이 일어나던 그해 동안에 다시 선봉에 섰고, 난폭한 진압 조직(코사크인들이 임무를 수행)과 이끌고 나와 양보를 구하는 전제 군주 권력자들과 마주하게 되었다. 12월에, 멘셰비키는 총파업을 명령했고 더 많은 유혈사태로 대응한 코사크인들에게 폭탄을 투하하자는 지지자들에게 용기를 북돋았다. 멘셰비키는 아르메니아인 정당 연맹을 포함한 많은 사람들을 멀리하는 폭력을 궁여지책으로 사용했고, 파업은 붕괴 되었다. 전제군주제에 대항하는 모든 저항 세력들은 1906년 1월에 아리카노프 장군이 이끄는 군대의 도착으로 마침내 진압되었다.
1906년과 제1차 세계대전이 발발하기 전까지는 조지아에게 그당시 캅카스에 자유주의 통치자 보론초프-다시코프 총독의 통치 아래 있을 때보다 상대적으로 더 큰 평화가 찾아왔다. 멘셰비키는 그들이 1905년 후반에 너무나도 극단적인 폭동을 일으켰음을 깨달았다. 그들은 그당시 볼셰비키와는 다르게 군대가 개입된 반란의 사상을 거절했다. 1996년에, 국가 회의(두마)의 첫 번째 선거가 러시아 제국에서 실시되었고 멘셰비키는 압도적인 득표로 조지아를 대표하는 참석자들의 지지를 받았다. 볼셰비키는 1907년에 트빌리시에서 기금을 탈취하려는 무장 강도로 평판을 얻었는데도 불구하고, 적은 수의 지지를 받았다. 그 회의 이후에, 스탈린과 그의 동료들은 바쿠로 진출했고, 볼셰비키의 실제는 남캅카스에서의 피난처에 지나지 않았다.

### 제1차 세계대전과 독립
러시아는 1914년 8월에 독일에 대항하여 제1차 세계대전에 참전했다. 전쟁은 조지아에 작으나마 열정을 일깨웠다. 20만명의 조지아인들이 전쟁을 치루기위해 군대에 동원되었는데도 불구하고, 조지아는 그 충돌로부터 많은 이득을 보지는 못하였다. 11월에는 터키가 독일의 편에 들었고, 조지아는 자신들이 최전방에 있음을 알았다. 대부분의 조지아의 정치인들은 중립을 유지했다. 친독의 느낌과 감정이 의미하는 것은 국민들 사이에서 독립에 대한 염원이 싹트고 있음을 의미했다.

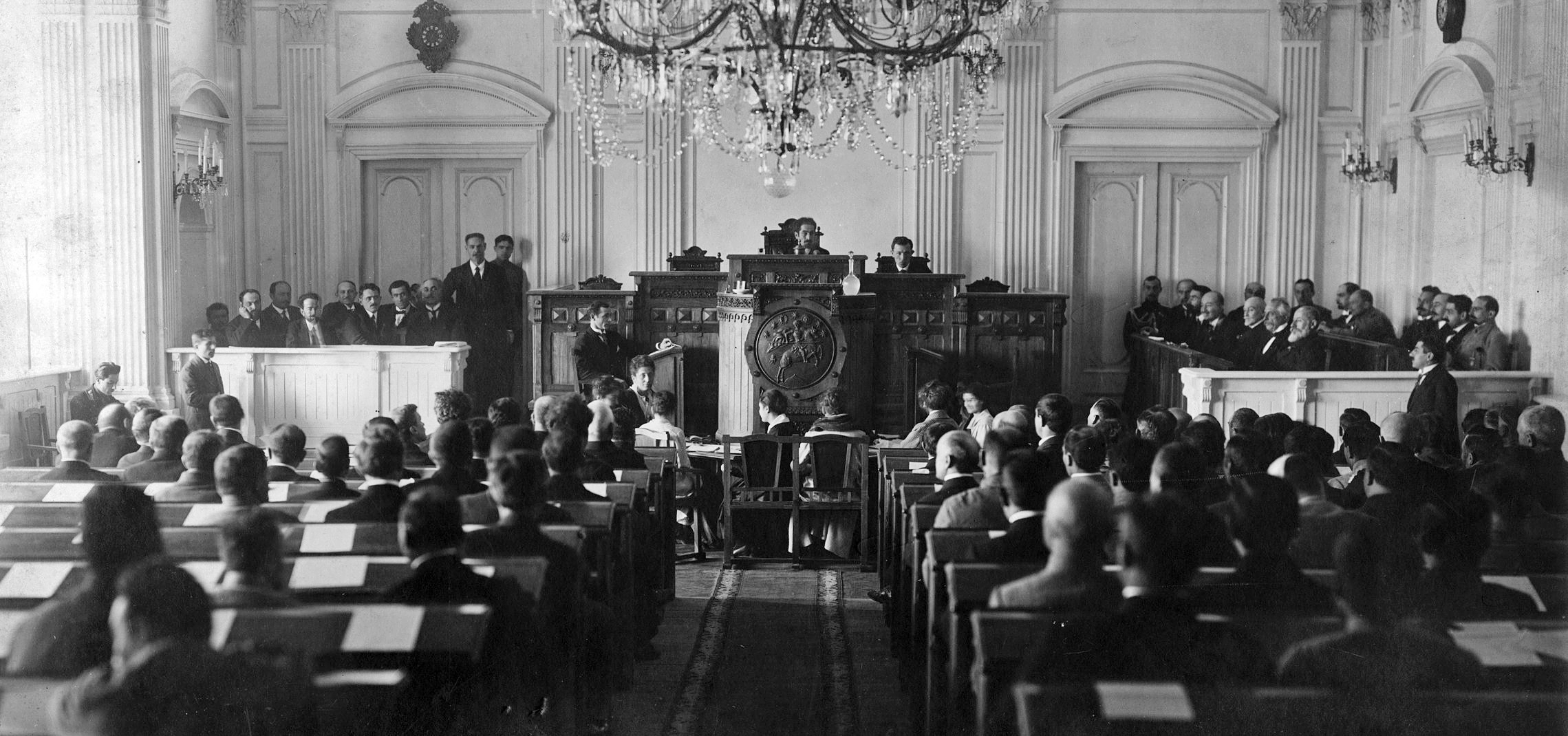
조지아 의회에서 독립 선언. 1918년

1917년, 러시아의 전쟁 참여가 헛수고로 돌아가자, 상트페테르부르크에서 2월 혁명이 일어났다. 오자콤(남캅카스를 위한 비범한 위원회)이라고 불렸던 새로운 일시적인 정부가 남캅카스를 통치하기 위해 확장 설치되었다. 트빌리시에서, 도시에 주둔한 대부분의 러시아 군인들이 볼셰비키에게 호의를 갖고 있던 이래로 어떤 긴장감이 맴돌았다. 그러나 1917년에 주둔한 군인들이 조지아를 등지고 북으로 향하게 되자, 조지아는 사실상 러시아의 군대로부터 자유로워졌고, 멘셰비키는 러시아의 수도에서 볼셰비키에게 권력을 가져다 줬던 10월 혁명을 거부한 멘셰비키당의 영향권에 있었다. 남캅카스는 그들 스스로를 지키기 위해서 남았다. 그리고 터키의 군대가 1918년 2월에 국경을 가로질러 침입하자, 러시아로부터 분리된 문제가 코앞으로 다가왔다. 1898년 4월 22일에, 납캅카스 의회에서 최종적으로 독립을 위한 투표를 했고, 남캅카스 민주주의 연방 공화국으로 스스로 독립을 선언했다. 그 사실은 한달 동안만 지속되었다. 조지아, 아르메니아와 아제르바이잔으로 구성된 그 세 연방은 각각 그들의 다른 역사, 문화와 목표를 갖고 있다. 아르메니아는 터키의 아르메니아 대학살을 잘 알고 있었으므로, 군대에 침입에 대응하려는 아르메니아의 방어가 가장 중요했다. 반면에 무슬림 아제르바이잔인들은 터키와 서로 마음이 통했다. 조지아는 터키보다는 독일과 교류하여 도래할 독립을 보장하는 것이 최고의 관심사였다. 1918년 5월 26일에, 조지아는 독립을 선언했고, 그 때는 1921년에 볼셰비키가 침입하기 전이었다.

## 같이 보기
- 조지아의 역사

## 참고 문헌
- Ronald Grigor, Suny (1994). 《The Making of the Georgian Nation》 2판. Indiana University Press. ISBN 0-253-20915-3.
- D.M. Lang: A Modern History of Georgia (London: Weidenfeld and Nicolson, 1962)
- Anchabadze, George: History of Georgia: A Short Sketch, Tbilisi, 2005, ISBN 99928-71-59-8
- Avalov, Zurab: Prisoedinenie Gruzii k Rossii, Montvid, S.-Peterburg 1906
- Gvosdev, Nikolas K.: Imperial policies and perspectives towards Georgia: 1760-1819, Macmillan, Basingstoke 2000, ISBN 0-312-22990-9